# Йодлувка-Туховська
Йодлувка-Туховська (пол. Jodłówka Tuchowska) — село в Польщі, у гміні Тухув Тарновського повіту Малопольського воєводства.
Населення — 1317 осіб (2011).
У 1975—1998 роках село належало до Тарновського воєводства.

## Географія
У селі бере початок річка Ростувка.

## Демографія
Демографічна структура станом на 31 березня 2011 року:
|          | Загалом | Допрацездатний вік | Працездатний вік | Постпрацездатний вік |
| -------- | ------- | ------------------ | ---------------- | -------------------- |
| Чоловіки | 678     | 149                | 448              | 81                   |
| Жінки    | 639     | 113                | 347              | 179                  |
| Разом    | 1317    | 262                | 795              | 260                  |